# حکیم ساسی
حکیم ساسی (انگلیسی: Hakim Saci؛ زادهٔ ۳ مهٔ ۱۹۷۷) بازیکن فوتبال سابق اهل الجزایر است که در پست مهاجم بازی می‌کرد.
از باشگاه‌هایی که در آن بازی کرده‌است می‌توان به باشگاه فوتبال متس، باشگاه فوتبال کن، باشگاه فوتبال گنگام، و باشگاه ورزشی ام صلال اشاره کرد.
وی همچنین در تیم ملی فوتبال الجزایر بازی کرده‌است.